# Mindre hackspett
Mindre hackspett (Dryobates minor) är den minsta av Europas hackspettar med sin längd på cirka 15 cm, vilket gör den jämnstor med gråsparven. Mindre hackspett har sin utbredning över hela västra och norra Palearktis till Asiens Stillahavskust. I Mellaneuropa är den en spridd men inte vanlig häckfågel. Som många små hackspettsarter söker den sin föda främst i trädkronornas yttre grenområde.

## Systematik och utbredning

### Systematik
Mindre hackspett placeras traditionellt i det omfångsrika släktet Dendrocopos, där små till mellanstora hackspettar med övervägande svartvit fjäderdräkt samlas. De cirka 40 arterna inom släktet Dendrocopos förekommer i Eurasien och i Nordafrika. Länge förenades Dendrocopos'’ också med besläktade och framför allt nearktiska arter i släktet Picoides. DNA-studier visar dock att släktena Picoides och Dendrocopos är gravt parafyletiska gentemot varandra och andra släkten som de afrikanska hackspettarna i Dendropicos och de övervägande sydamerikanska i Veniliornis. Mindre hackspett har visat sig stå allra närmast artparet rödnackad hackspett och halsbandsspett som förekommer kring Himalaya, men också nära tre nordamerikanska små hackspettar (dunspett, chaparralspett och bandryggig hackspett) som vanligtvis placeras i Picoides. En teori är att mindre hackspett härstammar från Palearktis men att den sedan utvecklades i Nearktis för att sedan återkolonisera Palearktis. Dessa studier har lett till att dessa nu förs till det egna släktet Dryobates.

### Utbredning
Mindre hackspett har ett stort utbredningsområde som sträcker sig från Nordafrika, där arten företräds av en liten restpopulation i östra Algeriet och Tunisien, över Spanien, Portugal och Frankrike, hela Mellaneuropa och större delen av Nordeuropa, tvärs genom Ryssland till Kamtjatka, Sachalin, Hokkaido, Manchuriet och Nordkorea. I nordväst når arten England och Wales, men häckar inte i Skottland och Irland. I söder och sydost bebor den stora delar av Italien, Ungern och Balkan, Turkiets kustberg, Kaukasusområdet och Transkaukasien samt norra Iran och delar av Zagrosbergen. Förutom en liten population i södra Sardinien förekommer arten inte på någon Medelhavsö. I Danmark har den inte häckat förrän början av 1960-talet. Danmark befolkas kontinuerligt från norr av fåglar av nominatformen och från söder av underarten D. m. hortorum, och viktiga vinterkvarter för nordeuropeiska fåglar finns där. Nordgränsen följer i stor utsträckning skogsgränsen och faller av från ungefär 70 grader nord i Norge mot öster oavbrutet till 60 grader nord. Sydgränsen bildas av Central- och Östasiens stäpper och ökenområden.
Den tätaste utbredningen ligger på höjdlägen upp till 700 meter. I Mellaneuropa häckar den betydligt mer sällan i områden på högre höjder. Den högst kända belägna häckningsplatsen i Mellaneuropa finns i Österrike på 1440 meter i Totes Gebirge i Steiermark. På Olympos finns en känd häckningsplatser på över 1600 meter och i Kaukasus och norra Iran häckar mindre hackspettar regelbundet på upp till 2000 meters höjd.

### Underarter

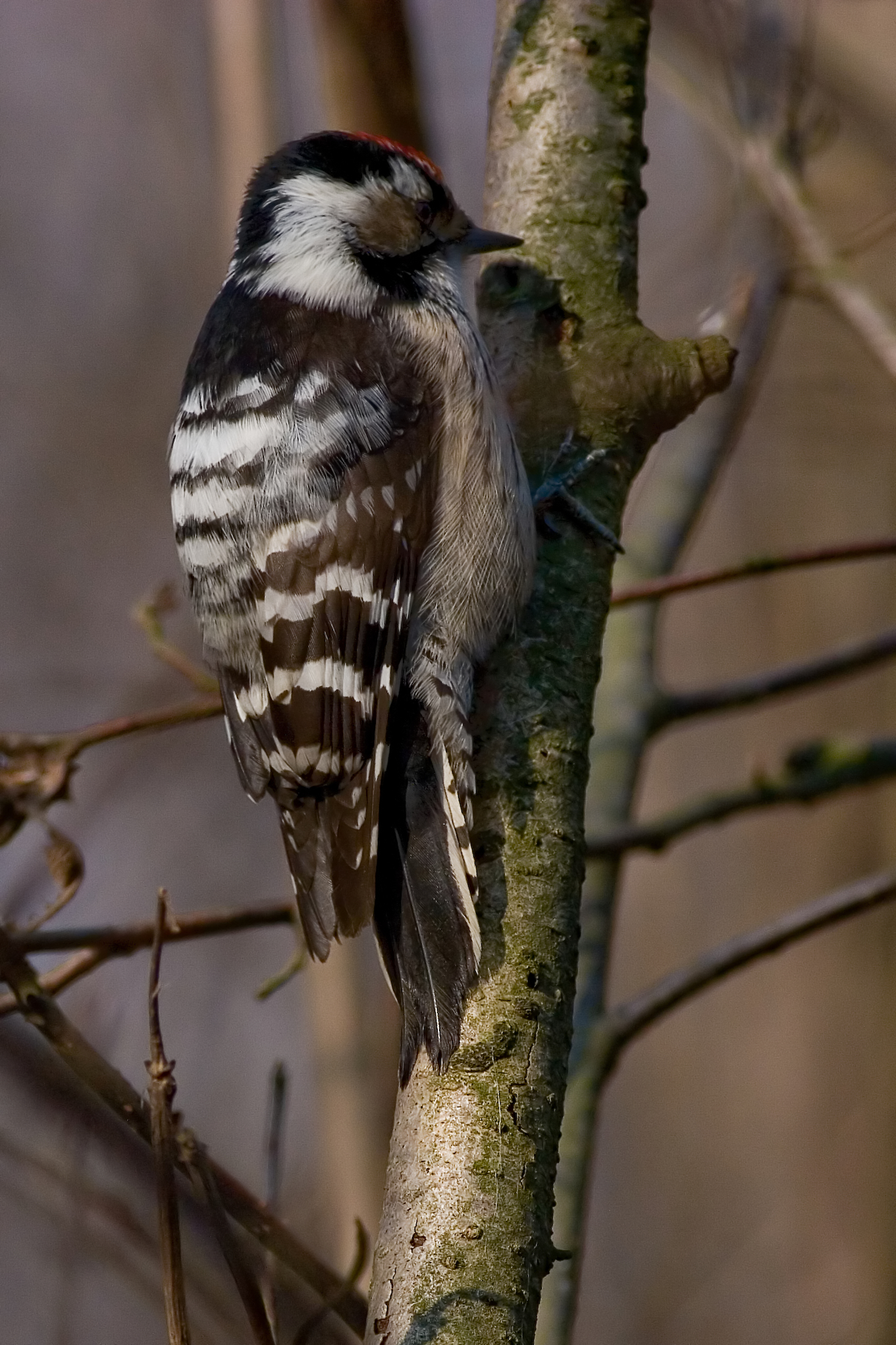
Adult hane av nominatformen D. m. minor.

Över 20 underarter av mindre hackspett har beskrivits. I kontaktzonerna hybridiserar de flesta underarterna och ger upphov till intermediära former. Sammantaget är de morfologiska skillnaderna få och klinala.
Följande lista med elva underarter i taxonomisk ordning följer Clements et al. 2021:
- comminutus (Hartert 1912) – förekommer uteslutande i England och Wales.
- hortorum (C. L. Brehm 1831) – förekommer från Frankrike över Mellaneuropa till Polen och söderut till Schweiz, Ungern och norra Rumänien.
- buturlini (Hartert 1912) – förekommer från Iberiska halvön, södra Frankrike och Italien till Rumänien, Bulgarien och norra Grekland.
- nordlig mindre hackspett[10] minor (Linnaeus 1758) – nominatformen förekommer i norra Europa, från Skandinavien till Uralbergen.
- amurensis (Buturlin 1908) – förekommer från Nedre Amurfloden och Sachalin till nordöstra Korea och norra Japan.
- kamtschatkensis (Malherbe 1861) – den nordligaste underarten som förekommer från Uralbergen till Anadyrfloden och på Kamtjatka.
- colchicus (Buturlin 1908) – förekommer i Kaukasus och Transkaukasus.
- danfordi (Hargitt 1883) – förekommer i östra Grekland och Turkiet.
- quadrifasciatus (Radde 1884) – endemisk för Lenkoranregionen i sydöstra Azerbajdzjan vid Kaspiska havet.
- morgani (Zarudny & Loudon 1904) – förekommer i nordvästra Iran och isolerade nordliga delar av Zagrosbergen.
- ledouci (Malherbe 1855) – förekommer i nordvästra Afrika, i nordöstra Algeriet och nordvästra Tunisien.

Vissa urskiljer även underarten immaculatus (med utbredning i Anadyrs floddal och på Kamtjatkahalvön) samt hyrcanus (norra Iran).

### Flyttning
Mindre hackspett är beroende på population stannfågel, strykfågel eller flyttfågel. Nordiska populationer flyttar regelmässigt söderut. Många svenska och norska mindre hackspettar övervintrar på Jylland och i norra Tyskland. Ibland förekommer, oftast parallellt med brokspettsinvasioner, starka inflygningar av nordiska mindre hackspettar till Mellaneuropa; den senaste stora invasionen skedde på vintern 1962/1963, såsom enda mindre hackspettar av nominatformen blev även fastställda vid Randecker Maar. I Mellaneuropa är fåglarna av underarten D. m. hortorum i stor utsträckning stannfåglar. Ungfåglarnas spridning är inte mycket utforskad. Bosättningar på avstånd på mer än 20 kilometer från födelseplatsen tycks dock förekomma ofta.

### Förekomst i Sverige
De flesta fåglar finns koncentrerade i områden i södra och mellersta Sverige där det finns äldre vildvuxna lövrika blandskogar. Den förekommer i hela Sverige, men har minskat i antal.

## Utseende

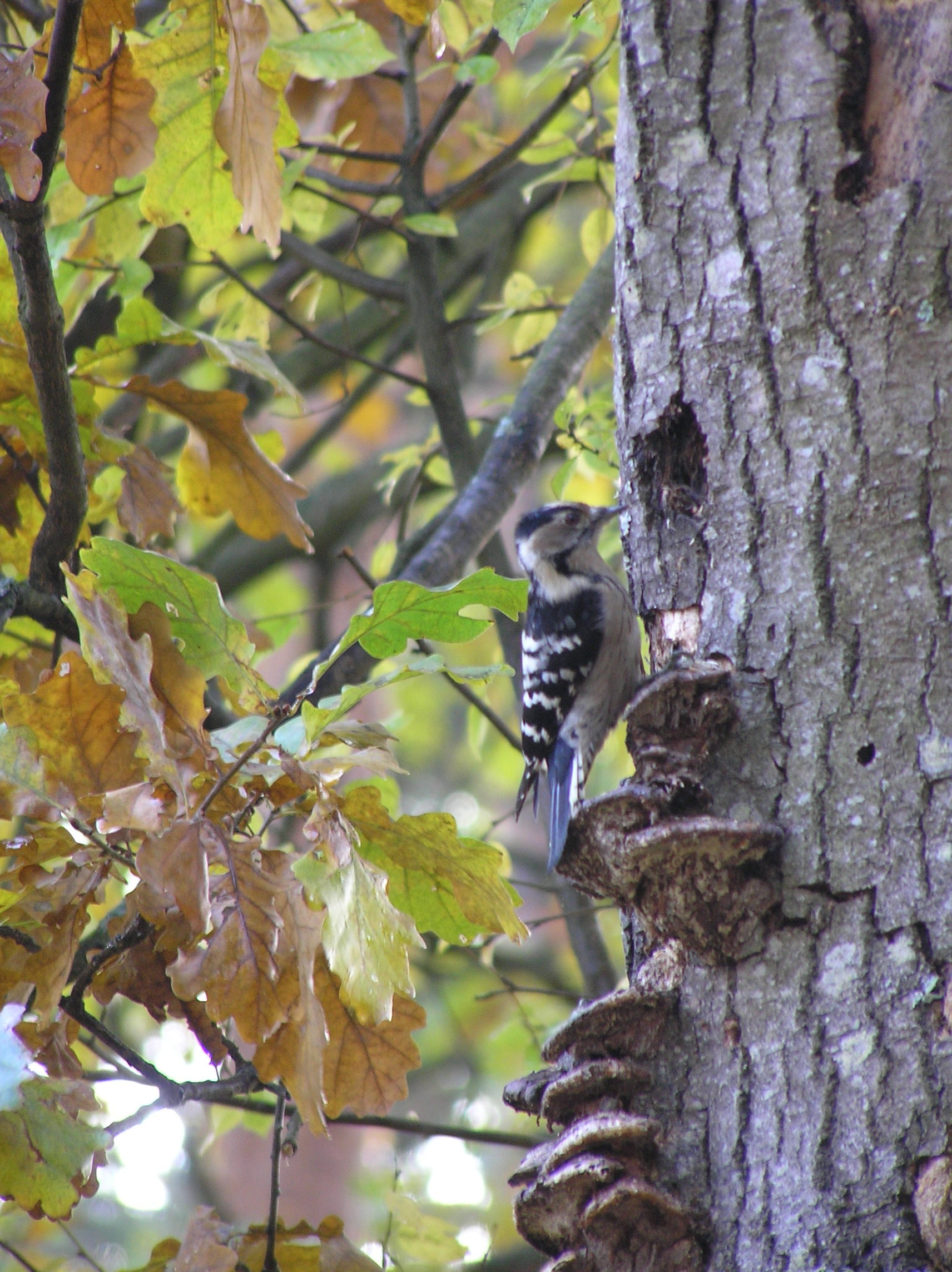
Adult hona.

Mindre hackspett är cirka 14-16,5 centimeter lång och har ett vingspann på cirka 24–29 centimeter. Mindre hackspett är typisk med sin svartvita kontrasterande fjäderdräkt. Trots detta är den på grund av sin storlek omöjlig att förväxla med någon av de andra hackspettsarterna i västra och centrala Palearktis. Honan går helt i svartvitt medan hanen har en röd hjässa.
Mindre hackspett är den enda arten i sitt släkte i Europa och västra Asien som inte har något rött eller rosa på undergumpen eller på de undre stjärttäckarna. Arten saknar även de vita skulderfläckar som i övrigt är påfallande bland alla arter i släktet, förutom hos vitryggig hackspett. Ryggsidan är jämnt svartvitbandad. Den har små ljusgrå streck på bröstet liksom många andra hackspettar i samma släkte. Liksom den vitryggiga hackspetten har den vågräta, vita streck på ryggen. Sedd bakifrån påminner den om vitryggig hackspett, men skiljer sig tydligt från denna genom sin litenhet. Fastän den endast är av en domherres storlek verkar den kompakta, korthalsade, rundaktiga fågeln tyngre och större.
Hanar av den i mellaneuropeiska underarten D. m. hortorum har en tegelröd, svartrandad huva. Det vita, ibland lätt gräddgula ansiktet inramas av en tydlig svart tygel, ett skäggstreck och ett sidostreck, men det sista sitter inte ihop med det svarta nackbandet. Pannan är vit och näbben, som med sina upp till 18 millimeter är relativt lång för hackspettens kroppsstorlek, är skiffergrå. Skuldrorna är svarta och ryggen är vit med en svart bandning liknande en stege. Fördelningen av vita och svarta andelar på ryggen är ett av de viktigaste kännetecknen för att skilja mellan underarterna. Ovansidan av hand- och armpennorna är tydligt vitt bandad på svart botten. Stjärten, som är sammanhållen, är svart på ovansidan och på undersidan vit med svart bandning. De båda yttersta stjärtfjädrarna är vita och bär tydliga svarta tecken. Undersidan hos denna underart är mycket ljus, nästan vit. Endast bröstet har en lätt gulaktig färgton. Sidorna är tydligt svart längsstreckade.
Könen skiljer sig inte i vikt, och i färgteckning endast vad gäller färgen på hjässan, som hos honan är enhetligt svart. Den isabellfärgade teckningen över näbbens början räcker hos honan ända till främre hjässan, hos nominatformen och den i Mellaneuropa utbredda underarten D. m. hortorum ända till mitten av hjässan. Den juvenila fjäderdräkten liknar honans fjäderdräkt, men är blekare.

### Morfologiska skillnader mellan underarter
- Nominatformen minor är en stor underart och har en mycket ljus, nästan vit undersida, och den svarta teckningen på den vita ryggen är mycket begränsad.
- kamtschatkensis är den nordligaste och enligt Bergmanns regel den största underarten. Undersidan är rent vit och saknar streckning nästan helt. Även ryggen är vit utan svart teckning.
- amurensis är också en stor underart och den är gråvit på undersidan. I övrigt liknar den mycket nominatformen.
- hortorum är något mindre än nominatformen, ryggen är delvis mörkgrått bandad, undersidan är gråaktig och bröstet visar en lätt gulaktig färgton.
- buturlini skiljer sig från hortorum genom den väsentligt mörkare och på sidorna starkare längsstreckade undersidan.
- ledouci är en liten underart är mycket lik burtulini men har i regel enhetligt svart näbb och lätt ljusbrunt bröst.
- comminutus är också mycket lik buturlini men är i genomsnitt något mindre och streckningen på sidorna är otydligare än hos burtulini.
- danfordi är också en liten underart som påminner om buturlini  men i normalfallet är undersidans teckning ännu något mörkare, nästan ljusbrun. Hos typiska exemplar räcker kindstrimmorna ända till det svarta nackbandet, så att de cremefärgade örontäckarna nästan helt är inramade av svart.
- colchicus är något större än den föregående, men skiljer sig annars nästan inte från den.
- quadrifasciatus är den minsta underarten och uppvisar den kortaste näbben, 12 millimeter lång. Underarten verkar ganska mörk på ovansidan, och även undersidan är mörkare än hos buturlini, sidorna är ännu tydligare strimmiga. De yttre stjärtfjädrarna är tydligt och på stor yta svartbandade.
- morgani skiljer sig från alla andra underarter genom den långa, mycket smala näbben och den bruna strupen på den i övrigt vita bröstet och buksidan. Det svarta sidobandet berör alltid nackområdet. Hanens röda fjäderparti inskränker sig till främre delen av huvudet.[14]

### Mått och vikt
Mindre hackspettens längd varierar beroende på underart. Vissa individer av D. m. kamtschatkensis mäter upp till 16 centimeter och är därmed den största underarten och D. m. quadrifasciatus är med knappt 14 centimeter den minsta. Vingspannet ligger mellan 24 och 28 centimeter. Båda könens vikt varierar mellan 20 och 25 gram.

### Förväxlingsmöjligheter
I Europa, Väst-, Sydväst- och Centralasien finns ingen risk för förväxling med andra arter. Endast i yttersta Ostasien överlappar utbredningsområdet för mindre hackspett med två liknande stora brokspettar, kizukispett (Yungipicus kizuki) och gråkronad brokspett (Yungipicus canicapillus). Den första har annars likartat utseende men tydligt bruna örontäckare och ett brunt bröst, medan den senare skiljer sig från mindre hackspett genom en tydligt grå hjässa och bruna ansiktsteckningar.

## Läte
Båda könen är mycket pratsamma under nästan hela året. Höjdpunkten för sångaktiviteten ligger under senvinter och tidig vår. Eftersom hackspetten ofta uppehåller sig i trädkronorna och vissa av deras läten är ganska svaga kan den trots detta vara svår att höra. Båda könens huvudläte, men framför allt hanens, är ett upprepat, ljust kikikiki, som förblir på samma tonhöjd och består av minst 8, men oftast fler (upp till 20) enskilda beståndsdelar. Det påminner avlägset om tornfalkens läte, men är något svagare och högre och de enskilda elementen följer snabbare på varandra.
Ofta och hela året om kan ett brokspettypiskt kixande uppfattas. Det är ljusare och svagare än hos andra brokspettar. I aggressions- och andra upphetsade situationer kan det radas upp till ett skällande. Det typiska kontaktlätet, som dock endast kan uppfattas från omedelbar närhet, är ett enkelt, kort tjack, ibland även tjick.
Den trummar ofta på våren, dock inte så högt som den större hackspetten, men mer ihållande. Båda könen hos mindre hackspett trummar. Detta läte används för reviravgränsning framför allt under sen vinter och tidig vår. Oftast tjänar torra grenar som resonanskroppar, men tillfälligtvis även metallavdukningar från telegrafmaster eller teveantenner. De svaga, höga, mycket snabba och likformiga trumvirvlarna består av 10 till 30 slag och varar nästan 2 sekunder. Upp till 15 virvlar kan genomföras på en minut. Honans trumning är något långsammare och kortare, och avståndet mellan virvlarna är större.
Ljudexempel - kräver Real Player

## Ekologi
Liksom alla hackspettar är mindre hackspett dagaktiv. Dess aktivitet inleds kort före soluppgång och avslutas kort efter solnedgång. Aktivitetstoppen ligger under de tidiga förmiddagstimmarna och senare eftermiddag. Utanför häckningstiden ligger däremellan långa vilo- och putsningsfaser. Vid dåligt väder blir dagsaktiviteten kortare. Vid kraftigt regn uppsöker mindre hackspettar en sovhåla även under vilopausen mitt på dagen. Nätterna tillbringas oftast i egentillverkade sovhålor. Det är sällsynt att mindre hackspetten uppsöker hålor som lämnats av andra hackspettar eller fågelholkar. Trädens sjukliga tillstånd tvingar arten att fortlöpande återuppbygga lämpliga sovhålor. Under vilotiderna rengör och putsar mindre hackspetten sorgfälligt sin fjäderdräkt. Flera gånger har dammbad observerats. Fåglar i fångenskap badar också intensivt i vatten.

### Biotop

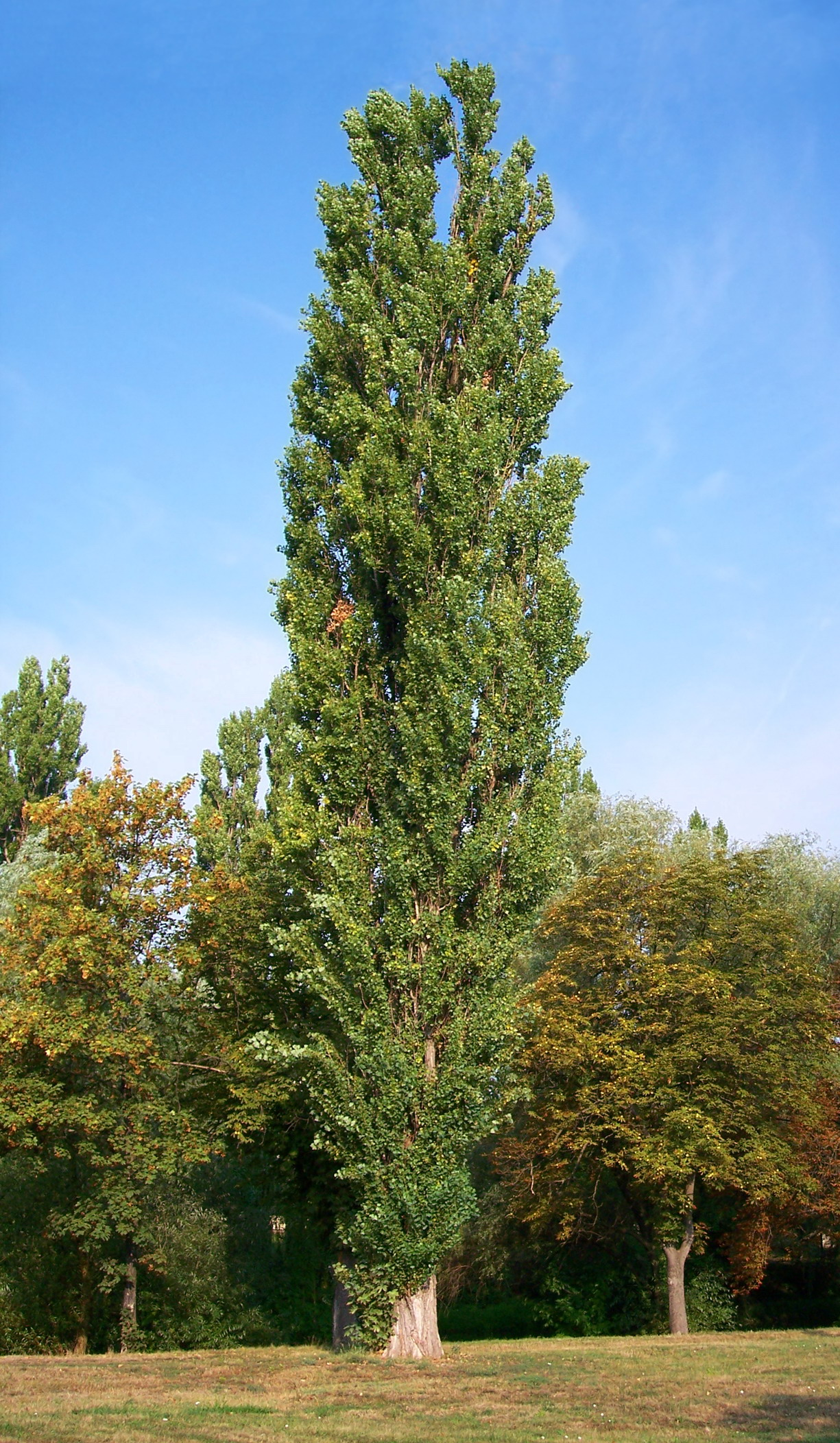
Popplar tillhör hackspettens favoritträd.

Mindre hackspett är relativt specialiserad vad gäller häckningsbiotop. Den föredrar skogsområden och småskog med ett gott bestånd av gamla, grovbarkiga lövträd. Popplar, viden och alar är viktiga, liksom en stor andel stående döda träd och träd i förfall. Vidare är några höga, isolerat stående lövträd viktiga för ett bra habitat. Sådana biotoper finner arten främst i skogsområden vid vattendrag, i sumpskogar eller fuktiga ek-avenbokskogar, i skogsområden som försummats av skogsbruket eller på högre höjdlägen i solexponerade lövträdsrika områden med hög andel döda träd. I norr och i östra tajgan bebor den glesare björk- och alskog, i söder framför allt lätta ekskogar. Förutom några få undantag främst i Grekland undviker arten slutna rena barrskogar, men kan uppehålla sig i barrskogar med hög andel lövträd. Även rena bokskogar väljs endast tillfälligtvis som häckningshabitat. Som sekundärhabitat bebor mindre hackspett parker, fruktträdsängar, begravningsplatser, ibland till och med större trädgårdar, om det finns tillräcklig tillgång på föda och möjligheter att anlägga hålor.
Bosättningstätheten varierar mycket. I optimala habitat kan mindre hackspett ha samma revirtätheter som större hackspett, alltså upp till två häckande par på tio hektar, men detta är ovanligt och i allmänhet är utrymmesbehovet betydligt större. Den genomsnittliga revirstorleken ligger på mellan 50 och 100 hektar. Dess födosökningsområde begränsas under häckningstiden till ett intensivt utnyttjat kärnområde.

### Häckning

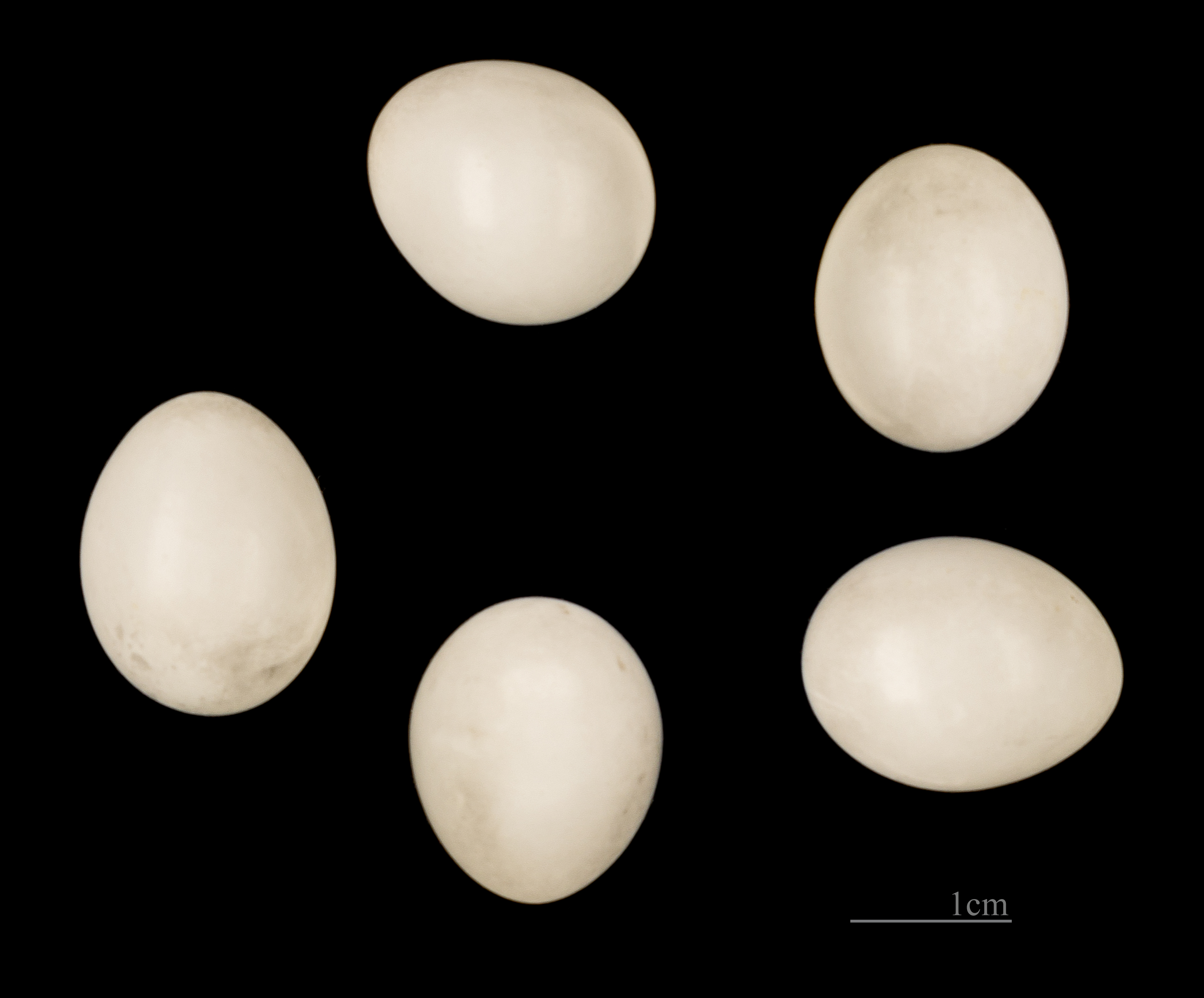
Dendrocopos minor

Mindre hackspettar blir könsmogen vid slutet av sitt första levnadsår. De bildar par för säsongen, och det är även vanligt att gamla häckningspartner bildar par igen, på grund av artens bofasthet. Viss kontakt mellan parterna förekommer ofta även under vintermånaderna. Successiv polyandri, där en hona lägger sina ägg i två hanars bon verkar inte vara ovanligt, men ibland förekommer även polygyni. Även kooperativ häckning förekommer i sällsynta fall.
Som hos de flesta hackspettar är sexuellt motiverat beteende inte klart urskiljbart från revirbeteende och antagonistiska beteenden. Under milda vintrar börjar den trumma och yttra längre lätesramsor redan i december och detta intensifieras och når sin höjdpunkt i mars och april. Redan under senvintern kan honor reagera på detta spel genom att närma sig och svara med trumning, vilket kan resultera i att hanen genomför en glidande spelflykt då den ofta sträcker ut stjärten. Ofta slutar dessa flygningar vid ett träd med en redan befintlig eller påbörjad häckningshåla. Vid hålet spärrar hanen ut vingarna och trummar intensivt. Vid parbildning följer honan hanen med hängande, darrande vingar. Ibland hackar hon också på häckningshålan men inte för att hacka ur hålan. I slutet av mars och i april parar de sig i närheten av häckningshålan.

#### Bo
Boet placeras i ett murket lövträd, på cirka 5 meters höjd. De anlägger sina hålor nästan uteslutande i trädstammar som befinner sig i en fas av pågående förfall. Hålan kan även placeras i döda, ofta rätt tunna sidogrenar. När en håla anläggs i kraftigare horisontala grenar vetter inflygningshålet alltid nedåt. En rad olika trädarter kommer som boträd. Nästan alltid är det träd med mjukt trä, som viden, popplar, alar eller björkar. Ofta används även fruktträd, särskilt äppelträd, i den mån deras tillstånd av förfall möjliggör hålbygge. Häckningshålor i barrträd förekommer mycket sällan.
På grund av boträdens ålderssvaghet anläggs oftast en ny häckningshåla varje år. Både hanen och honan hjälps åt med att hacka ut boet ur någon murken stam som är lättarbetad. Hanen arbetar mer intensivt än honan. Någon särskild bale görs inte i bohålet, men som underlag för äggen finns ofta murkna träflisor. I genomsnitt pågår bygget av hålan i två veckor. En volym på nästan en liter hackas ut. Ersättningshålor kan dock färdigställas även på mindre än en vecka. Mindre hackspettshålor kan anläggas på mycket lågt belägna stamavsnitt på en till två meter, men befinner sig oftast på större höjd på 5–8 meters höjd, inte sällan även på över 20 meters höjd. Hålan själv är i genomsnitt 10 centimeter bred och 12–18 centimeter djup. Inflygningshålet är i genomsnitt 34 millimeter i diameter och i stor utsträckning cirkelrund.

#### Kull och ruvning
Äggläggningen börjar i Mellaneuropa i mitten av april, och färska fullständiga kullar kan här hittas fram till slutet av maj. I Nordeuropa och Sibirien börjar äggläggningsperioden tidigast i början av maj och räcker till i juni, i de sydliga häckningsområdena ligger ruvningens början redan i mars. Mindre hackspettar häckar endast en gång om året. Endast vid tidig förlust av en kull förekommer en ytterligare, oftast mindre kull. Kullen utgörs av fyra till sex, i undantagsfall upp till nio, ägg. Dessa är rent vita, i början delvis rosa på grund av den genomskinande äggulan, och kortovala med en genomsnittlig storlek på 19x14,5 millimeter. Äggen läggs med en dags avstånd och ruvas av båda partner. Liksom hos nästan alla hackspettar sitter hanen på kullen under nattimmarna.
Efter i genomsnitt 11 dagar kläcks äggen. Ungarna värms och utfodras av båda föräldrarna. Ungarna är kvar i boet i ungefär 20 dagar. På denna tid fram till utflygningen är ungfåglarna mycket ljudliga. Mot slutet av tiden i boet reducerar föräldrarna utfodringarna märkbart, landar ofta med foder i näbben i närheten av bohålan och uppmuntrar så boungarna att flyga ut. Efter utflygningen ser föräldrarna till ungfåglarna, ibland uppdelade i två grupper, i ännu ungefär två veckor. Därefter upplöser sig familjeformationen. Ungfåglarna sprider sig oftast bara över korta distanser.

### Revirbeteende och aggressivt beteende
Hanar av mindre hackspett är, såvitt de inte tvingas stryka på grund av väderleksförhållanden, trogna sitt revir under hela året. Honor tenderar att vara mer rörliga, men förblir ändå i mån av möjlighet i häckningsreviret, där kan upprätthålla en lös kontakt med häckningspartnern från senaste året. Tidigare häckningspartner kan på så sätt använda sovhålor i omedelbar närhet. I vilken mån honor gör anspråk på revir utanför häckningstiden är inte bekant. Under häckningstiden försvaras reviret av båda partner energiskt mot artfränder. Till och med på ofullständigt avspelade klangattrapper reagerar mindre hackspettar omedelbart på, oftast genom att närma sig och göra sig hörda, ibland även genom att direkt flyga mot dem. Det är påfallande att honor snarare reagerar aggressivt på inträngande könsfränder och även angriper dem direkt, medan hanar förhåller sig aggressivt mot revirfrämmande hanar.
Jämte direkt påflygning, som även leder till kroppskontakter, uppvisas även ofta ritualiserade förhållningssätt, framför allt fastfrysningspositionen, där kontrahenterna sitter nästan orörliga på en gren vända mot varandra, reser fjädrarna på huvudet och spärrar ut arm- och handpennorna samt stjärtfjädrarna. Sammantaget är mindre hackspett trots sin litenhet en helt och hållet robust och stridsförmögen fågel, som vet att försvara sin håla, ibland fullständigt framgångsrikt, även mot större hackspettar, framför allt större hackspett, fastän denna räknas till artens väsentligaste fiender. Mindre konkurrenter om boplatser som halsbandsflugsnappare och nötväcka fördriver den oftast framgångsrikt. Gentemot sin främsta fiende i luften, sparvhöken, försöker den oftast fly in i det täta området i trädkronan, dit rovfågeln inte kan följa efter den.

### Föda

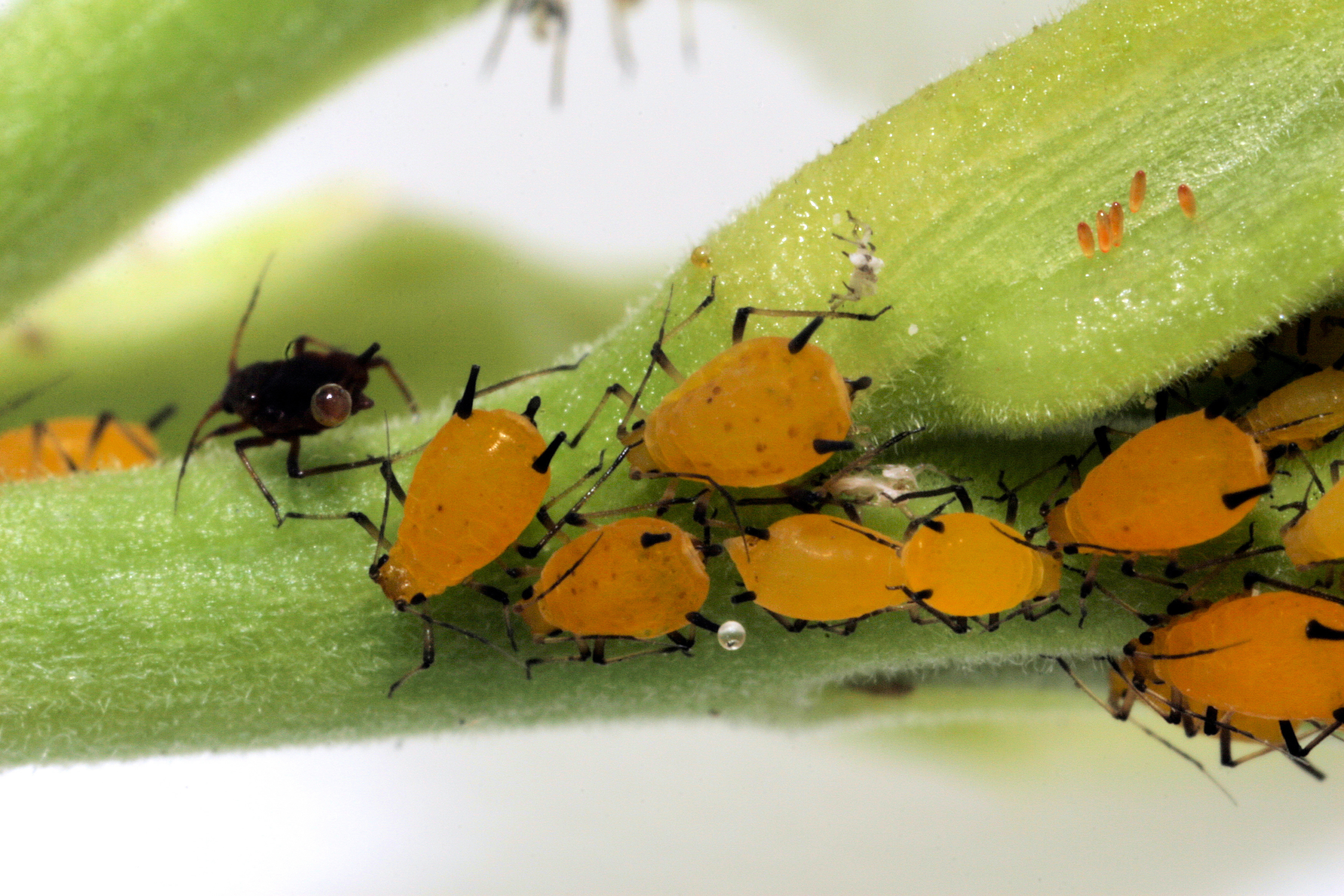
Bladlöss spelar en stor roll i den mindre hackspettens föda.

Mindre hackspetten livnär sig mycket på vedlevande insekter, särskilt under vintern och våren. Den är därför beroende av god tillgång på döda och döende träd. Den trivs bäst i täta och lövrika naturskogsbestånd med rik förekomst av murkna stammar, högstubbar och döda grenar på äldre träd.
Dess föda består nästan under hela året av små trädlevande insekter. Under senvår och sommar kan olika arter av bladlöss bli huvudföda, och därutöver äts små fjärilslarver, skalbaggar och skalbaggslarver, nattfjärilar och deras larver samt i mindre utsträckning även snäckor, till exempel bärnstenssnäcka. Även för uppfödning av ungarna är bladlöss de viktigaste bytesdjuren. Trädlevande myror, i synnerhet blanksvart trädmyra och hedjordmyra spelar endast en liten roll för de nordliga populationerna, men kan för några sydliga underarter bilda en viktig beståndsdel av födan. Stora hästmyror och deras utvecklingsstadier äts endast om deras bon har öppnats av en annan hackspettsart. Tillfälligtvis hackar den även upp galler och äter gallsteklarnas larver. På senhösten och vintern består huvudnäringen av skalbaggar, främst långhorningar, vivlar och barkborrar, som övervintrar under barken eller på blad. På vintern tar den även trädlevande larver. Då står sådana arter i förgrunden, som först lever under barken och först senare borrar in sig, som blåhjons larver.
Växtnäring spelar endast en underordnad roll. Tidigt på morgonen äter den sav som har hackats fram av andra hackspettar eller har kommit fram där bark har lossnat. Emellanåt iakttas mindre hackspettar som äter olika bär eller pickar på mogna frukter. Sav från barrträd tycks spela en viss roll endast hos de nordliga underarterna. På vintern uppträder mindre hackspettar sporadiskt vid fågelbord, där de i synnerhet äter fett från talgbollar och solrosfrön.

#### Födosök
Mindre hackspett födosöker framför allt i området för trädkronorna, mycket ofta på tunna, yttre grenar. Den är mer sällsynt på stammen, och ses nästan aldrig på marken. Den hämtar föda framför allt genom att snabbt, till synes rastlöst avsöka grenar och blad, samt genom att peta i grov bark. Under petandet hackar mindre hackspetten upprepade gånger på små ställen, men kommer därigenom endast in i yttre delar av barken. Under vintermånaderna blir hackningen intensivare, då mindre hackspettens föda består framför allt av trädlevande skalbaggslarver och skalbaggar som övervintrar under barken. Mycket ofta hänger hackspetten med huvudet nedåt på en tunn gren för att kunna avsöka blad på undersidan. Dess rörelser är flinka likt nötväckans och den kan ofta ses klättra med huvudet nedåt på grenar eller delar av stammen. Den tar flyginsekter ganska skickligt genom snabba utflygningar. Ibland tillbringar den någon tid enbart med att jaga svärmande insekter från en lämplig utkiksplats. Annars tillbringar den oftast bara en kort tid på ett avsnitt av en gren. Det är karakteristiskt för denna art att den ofta byter plats i trädkroneområdet.
Vegetabilisk föda upptas direkt från fruktbärande träd eller buskar, genom att den pickar på till exempel äpplen eller plommon, ibland även oliver, eller plockar bär från buskar. På vintern uppsöker den ofta vassområden och hackar av vasstänger som olika insekter övervintrar på. Den öppnar även torra strån av gråbo eller olika arter av kardväddar på jakt efter övervintrande insekter. Mindre hackspett anlägger inte hackspettssmedjor. Föremål som behöver bearbetas för att ätas kläms fast i första bästa springa och hackas upp där.

### Ålder
Det saknas användbara angivelser om möjlig högsta ålder för denna art. En fågel som ringmärktes under sitt första år återfanns efter ungefär sex år 60 kilometer från ringmärkningsplatsen.

## Människan och mindre hackspett

### Status och hot
Mindre hackspetts status är mycket svår att uppskatta. Den är på grund av sin ringa storlek och sitt levnadssätt i trädkronorna svår att fastställa. Dessutom kan trumningen och andra läten skilja sig mycket mellan individer, så att framför allt enkelhäckare även i ljud inte är så märkbara. För stora områden saknas seriösa uppgifter som skulle möjliggöra en riktig beståndsuppskattning. Det gäller framför allt de utomeuropeiska häckningsområdena. Internationella naturvårdsunionen IUCN ser tecken på en lätt tillbakagång i beståndet, som uppskattar arten ändå som livskraftig (least concern). Inte heller Birdlife Europe ser någon anledning till oro och bedömer beståndet i Europa som säkert (secure).
Regionalt är beståndstrenderna olikartade. I sydöstra Europa tycks de flesta populationerna av mindre hackspett krympa. Orsaken till det ligger antagligen i storskalig biotopförändring, särskilt i torrläggningen av fuktområden och avverkning av gamla fruktängar. Dessutom gynnar förkärleken för granar vid nyplantering av skog visserligen större hackspett, men inte mindre hackspett. Även i centrala Mellaneuropa går bestånden tillbaka. Som orsak nämns här bland annat konkurrensen med större hackspett, som regionalt breder ut sig. Denna är antagligen den väsentligaste arten som angriper mindre hackspetts bon. Mot dessa negativa utvecklingar står beståndsökningar i Nederländerna och i Danmark, där mindre hackspett först sedan 1960 respektive sedan 1964 är häckfågel. Även i Schleswig-Holstein, i Mecklenburg-Vorpommern och i Brandenburg ökar bestånden. Kortfristiga beståndsökningar noterades även på grund av den utbredda almsjukan. I Sverige kategoriseras den som nära hotad i ArtDatabankens rödlista från 2015.
Världsvida beståndsuppskattningar existerar inte. I Europa uppskattas antalet häckande par till cirka 220 000. De mest betydande populationerna finns i Tyskland (16 000-32 000 häckande par), Polen (20 000-40 000), Vitryssland (12 000-20 000) och Ungern (20 000-30 000). I Österrike och Schweiz ligger antalet på ungefär vardera 3 000 häckande par.

### Namn
Ett äldre namn för arten är småspett.